# Theloderma bicolor
Theloderma bicolor es una especie de anfibio anuro de la familia Rhacophoridae. Se distribuye por el norte y centro de Vietnam desde la provincia de Lào Cai hasta la de Quang Tri; y en China en el centro y sudeste de la provincia de Yunnan. Habita bosques montanos entre los 1400 y los 1800 metros de altitud.
Sus puestas contienen entre 4 y 15 huevos que depositan por encima del agua, donde se desarrollarán los renacuajos. Esta especie se encuentra en peligro de extinción dado su reducida área de distribución y la pérdida de su hábitat natural.